# Probebohrung

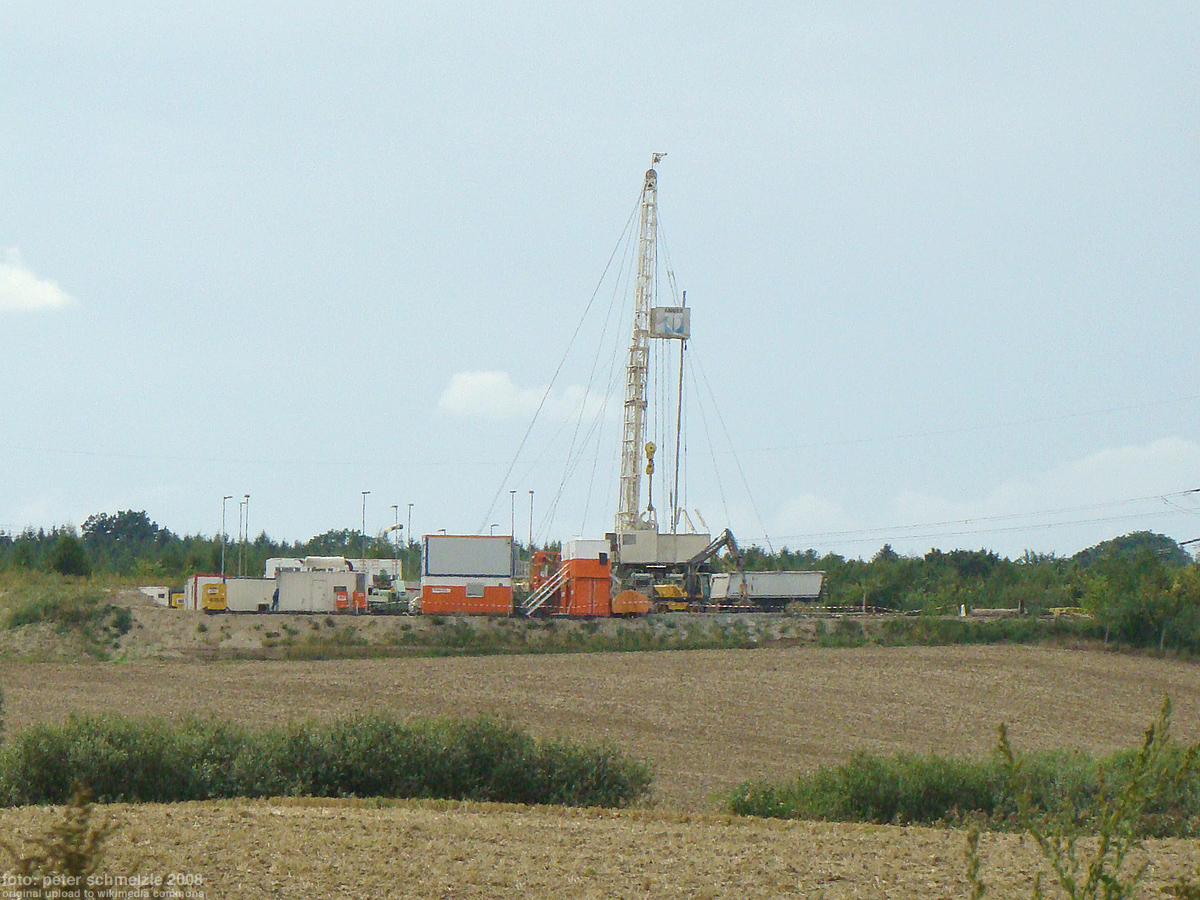
Probebohrung der Gazprom für einen geplanten Erdgasspeicher bei Hinrichshagen

Als Probebohrungen (Versuchsbohrungen) wird in den Geowissenschaften und der Lagerstättenforschung eine vertikale Bohrung von einigen Metern bis Hektometern Tiefe bezeichnet, die entweder
1. der Baugrunduntersuchung zur Errichtung eines Bauwerks oder Tunnels dient,
2. der Vorbereitung einer Tiefbohrung,
3. der Vorbereitung einer Förderbohrung nach Erdöl oder Erdgas,
4. oder der vorwiegend wissenschaftlichen Untersuchung der Erdkruste.[1]

Probebohrungen dienen bei Bauvorhaben der Erkundung des oberflächennahen Untergrundes, bzw. bei tieferen Bohrungen maximal des ersten Kilometers Tiefe, soweit dies nach einer geophysikalischen Voruntersuchung als sinnvoll bzw. erfolgversprechend angesehen wird. Solche vorhergehenden Explorationen erfolgen zunächst mit Gravimetrie, anschließend meist mit Reflexionsseismik.
Für Tiefen bis einige Zehnermeter genügt meist mobiles Bohrgerät. 
Wichtige zu erhebende Daten sind vor allem
- Gegebenheiten des Baugrundes (bis einige Meter Tiefe), Wasserführung, Tragfähigkeit usw.
- genäherte regional-geologische Verhältnisse:
  - Stratigrafie, Auftreten von Klüften
  - Art und Lagerung der Gesteine (Fest-, Lockergesteine)
  - Verwerfungen und geologische Störungslinien
- Erkundung potentieller Lagerstätten:
  - Grundwasser und Bodenwässer
  - Porosität der möglichen Speichergesteine für Erdöl oder Erdgas
  - Bohrlochgeophysik und austretende Gase
  - Kohle, Erze, Salz usw.

Für Projekte mit wirtschaftlicher Zielsetzung ist die Kosten-Risiko-Frage für die Auslegung der Bohrung vorentscheidend, da keineswegs alle Probebohrungen den erhofften Erfolg bringen. Wenn ja, werden die dabei gewonnenen Erkenntnisse in ökonomisch nutzbare oder zumindest höffige Projekte umgesetzt – Rohstoffgewinnung oder eigentliche Förderbohrung, Studien für einen Tunnelbau etc.
Rein wissenschaftliche Informationsbeschaffung ist die Ausnahme, da Bohrungen wesentlich teurer sind als die meisten geophysikalischen Explorationen. Größere Projekte mit wissenschaftlicher Zielsetzung sind z. B. in Süddeutschland die Kontinentale Tiefbohrung oder in den Alpenländern der Tiefbau der Ostalpen.
Wenn Erkundungs- oder Probebohrungen der Vorbereitung tieferer Bohrungen dienen, dann geht es meist um spätere Förderbohrungen 
- zur Gewinnung von Erdöl und Erdgas oder Schaffung besserer Förderbedingungen
- oder umgekehrt zur Befüllung unterirdischer Erdgasspeicher
- Gewinnung geothermischer Wässer
- Grundwasser oder Mineralwasser.